# Robertsganj
Robertsganj (Hindi: राबर्टसगंज, Urdu: رابرٹس گنج, Rābarṭsgañj; auch Sonbhadra) ist eine Stadt im nordindischen Bundesstaat Uttar Pradesh.
Die Stadt liegt rund 90 Kilometer südlich von Varanasi im äußersten Südosten Uttar Pradeshs am Nordrand der Kaimur-Berge und hat 36.689 Einwohner (Volkszählung 2011).
Robertsganj ist Verwaltungssitz des Distrikts Sonbhadra.
Robertsganj ist nach dem britischen Feldmarschall Frederick Roberts, 1. Earl Roberts benannt (ganj bedeutet auf Hindi „Markt“ und ist ein häufiger Bestandteil von Ortsnamen).